# Domenico Criscito
Domenico Criscito, detto Mimmo (Cercola, 30 dicembre 1986), è un ex calciatore italiano, di ruolo difensore, tecnico della formazione Under-17 del Genoa.

## Caratteristiche tecniche
Di piede mancino, ha giocato principalmente come terzino sinistro, ma ha giocato spesso anche da centrale di sinistra in una difesa a 3, ruolo in cui è stato maggiormente utilizzato negli ultimi anni di carriera. Oltre ad essere un ottimo tiratore di rigori, aveva buone doti di tiro e passaggio, oltre ad essere bravo nell'anticipo.

## Carriera

### Giocatore

#### Club

##### Genoa e Juventus
Cresciuto calcisticamente nelle giovanili dello Sporting Volla, viene notato dagli osservatori del Genoa, in particolare da Claudio Onofri, ex difensore di Genoa e Torino, che lo inserisce nelle formazioni giovanili. Con la maglia dei grifoni esordisce in Serie B a 16 anni, il 7 giugno 2003 nella gara Genoa-Cosenza (3-0).
Nel 2004 passa in comproprietà alla Juventus, dove si mette in evidenza per due stagioni nella squadra Primavera, con la quale nel 2006 vince il campionato di categoria, segnando anche un gol nella finale contro la Fiorentina. In questo periodo, allenandosi spesso con la prima squadra, si guadagna alcune convocazioni, una delle quali in Champions League.
Nel 2006-2007 la comproprietà viene rinnovata e a 19 anni torna al Genoa, in Serie B, nella rosa della prima squadra. L'allenatore dei liguri Gian Piero Gasperini lo schiera immediatamente nella formazione titolare e le sue prestazioni gli valgono l'esordio nella Nazionale Under-21. Realizza il primo gol nei cadetti in occasione del match vinto dal Genoa per 3 a 2 con il Frosinone, nel dicembre 2006, per poi segnare altri 3 gol determinanti ai fini della promozione rossoblu. Nel gennaio del 2007 viene riscattato dalla Juventus per 7,5 milioni, ma rimane ancora in Liguria fino al termine della stagione.
Il 25 agosto 2007, a 20 anni, fa il suo esordio ufficiale nella Juventus ed in Serie A nella prima giornata di campionato, giocando da titolare nella partita Juventus-Livorno (5-1). Il tecnico Claudio Ranieri lo utilizza subito con continuità come difensore centrale, tuttavia dopo alcune partite l'allenatore decide di ridisegnare l'assetto della difesa e Criscito si trova a dover lasciare il suo posto a Giorgio Chiellini, che giocava come terzino sinistro.

##### Ritorno al Genoa
Per dargli la possibilità di giocare con continuità in Serie A, il 4 gennaio 2008 viene girato in prestito al Genoa fino a giugno, con opzione del riscatto a favore del Genoa. Sebbene il Genoa non lo riscatti, lo trattiene ancora una stagione in prestito, nell'ambito dell'operazione Palladino.
Il 1º febbraio 2009 segna il suo primo gol in Serie A, nella gara vinta 1-0 dalla squadra genovese nei confronti del Palermo; in seguito realizzerà altri due gol contro Atalanta e Lecce. Il 25 giugno dello stesso anno il Genoa, tramite un comunicato sul proprio sito, comunica di aver esercitato il diritto di riscatto della comproprietà fissato l'anno precedente con la Juventus; il giocatore dunque rimarrà a Genova.
In realtà il terzino per metà è ancora della Juve. In un'intervista Criscito ha dichiarato: «Esiste una comproprietà libera, a fine stagione vedremo che succederà. La mia volontà conterà poco, decideranno i club. Ma una richiesta la farò: io voglio giocare».
Il 20 agosto 2009 esordisce nelle coppe europee in Genoa-Odense (3-1), partita di andata del play-off di Europa League. Il 23 agosto realizza un gol nella prima partita di campionato contro la Roma, mentre quattro giorni dopo segna il gol del definitivo 1-1 nella partita di ritorno sul campo dell'Odense. Questo risultato sancisce la qualificazione del Genoa alla fase a gironi dell'Europa League, a diciassette anni dall'ultima apparizione del club nelle coppe europee. Giocatore molto amato dalla curva genoana, dichiara fedeltà alla società, rivelando il sogno di indossare la fascia di capitano della squadra nell'anno del decimo scudetto.
Il 25 giugno 2010 la Juventus annuncia la risoluzione a favore del Genoa dell'accordo di compartecipazione in essere, dietro un corrispettivo di 6 milioni di euro pagabili in tre rate.
Nel campionato 2010-2011 tra le file dei rossoblù totalizza 36 presenze con 3201 minuti giocati ed 1 gol all'attivo, con uno speciale tabellino si aggiudica anche il ruolo di recordman dei contrasti in serie A in quanto primo assoluto con 97 contrasti vinti.

##### Zenit San Pietroburgo

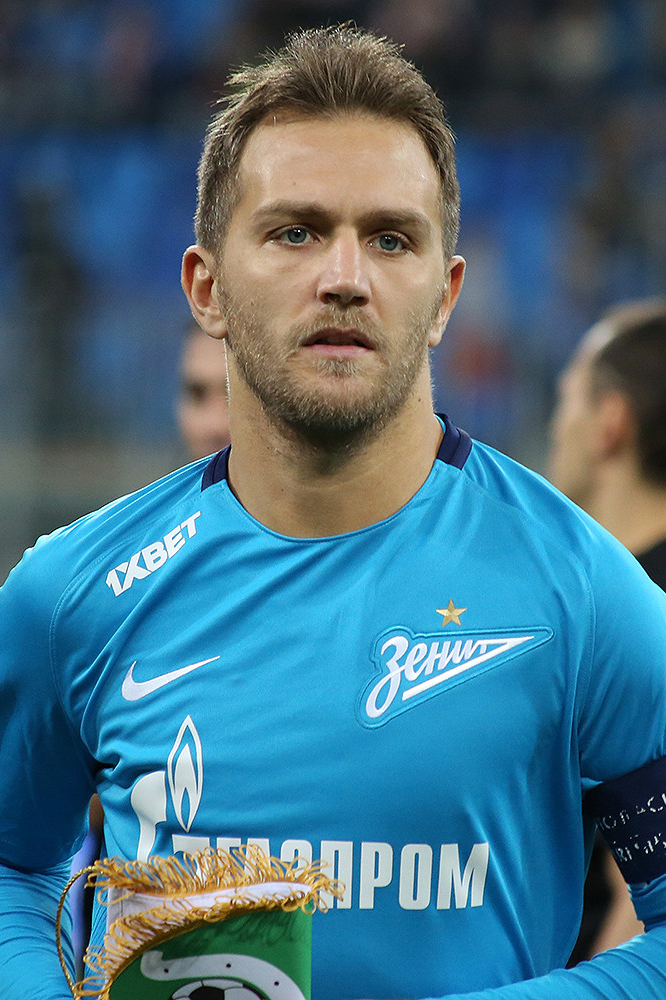
Criscito con la fascia da capitano dello Zenit nel 2017

Il 27 giugno 2011 Criscito viene acquistato a titolo definitivo e per 11 milioni di euro dallo Zenit San Pietroburgo, con cui firma un contratto di cinque anni in cui percepirà circa 2,8 milioni di euro l'anno. Il 6 agosto esordisce con la sua nuova squadra, guidata dal tecnico italiano Luciano Spalletti, nella partita di campionato vinta 2-0 in trasferta contro il CSKA Mosca. Il 13 settembre esordisce in Champions League, nella prima partita del girone persa dallo Zenit per 2-1 in trasferta contro l'APOEL Nicosia. Realizza il suo primo gol nel campionato russo il 16 marzo 2012, nella partita vinta dallo Zenit per 5-1 in trasferta contro la Dinamo Mosca. A tre giornate dalla fine del torneo vince il campionato con lo Zenit, è il suo primo titolo da professionista.
Il 28 luglio 2012 realizza il suo secondo gol con lo Zenit, nella seconda giornata del campionato 2012-2013. Il 28 febbraio 2013, in occasione di una partita amichevole con il Siena, si infortuna gravemente, subendo la rottura del legamento crociato che lo costringe ad uno stop di sei mesi.
Il 2 agosto 2014 realizza la sua prima doppietta in carriera, nella vittoria per 4-0 sul campo dell'Arsenal Tula. Il 13 marzo 2015 rinnova il proprio contratto con lo Zenit fino al 2018 a 3,4 milioni a stagione. Il 15 marzo, in occasione della sfida in trasferta contro il Torpedo Mosca (1-1), indossa per la prima volta la fascia di capitano della propria squadra.
A fine stagione vince con lo Zenit il suo secondo campionato russo e il 12 luglio 2015 segna il rigore decisivo che consente alla sua squadra di vincere la Supercoppa di Russia. Il 16 febbraio 2016 riceve la sua prima espulsione a livello in Champions League nella gara d'andata degli ottavi di finale Benfica-Zenit finita 1-0.
Il 29 settembre 2016 realizza il gol del 4-0 su calcio di rigore contro l'Az Alkmaar, nella partita casalinga valida per i gironi di Europa League finita poi 5-0.
Con 224 presenze risulta il 10º giocatore per presenze della storia del club.

##### Terzo ritorno al Genoa
Il 6 giugno 2018 viene ufficializzato il terzo ritorno al Genoa dopo sette stagioni. Ritorna quindi in campo in maglia rossoblù per una partita ufficiale indossando la fascia da capitano l'11 agosto successivo, in occasione della vittoria casalinga (4-0) contro il Lecce valida per il terzo turno di Coppa Italia. Fa il suo nuovo esordio con i liguri il 26 agosto nella partita vinta 2-1 contro l'Empoli, realizzando due assist per i compagni Piatek e Kouamè. Il 17 febbraio 2019 segna il gol vittoria contro la Lazio al 93', suo primo centro stagionale.
Nella stagione seguente, viene designato come rigorista della squadra e conclude la stagione con 8 gol all'attivo.
Il 24 giugno 2022, al termine di una stagione culminata con la retrocessione in B dei liguri, Criscito rescinde il proprio contratto con il club. Nei giorni successivi, durante un'intervista per Il Secolo XIX, il calciatore ha spiegato che la decisione era stata presa di comune accordo con la società, in quanto, avendo già rifiutato un ruolo da dirigente nel club rosso-blu al fine di continuare a giocare, non intendeva accettare altre offerte provenienti dalla cadetteria per non ritrovarsi ad affrontare il Genoa da avversario.

##### Toronto FC e quarto ritorno al Genoa
Il 29 giugno 2022 firma ufficialmente un contratto annuale con il Toronto FC, squadra della Major League Soccer, diventando così il secondo giocatore italiano ad unirsi al club canadese (l'arrivo di Lorenzo Insigne era stato annunciato solo alcuni giorni prima), nonché il terzo in assoluto a vestire la maglia della società, se si considera anche Sebastian Giovinco, che aveva giocato in Ontario fra il 2015 e il 2019. Il 10 luglio 2022 fa il suo esordio ufficiale con la squadra e in MLS, venendo schierato titolare nella partita casalinga contro i San Jose Earthquakes, conclusasi sul punteggio di 2-2. Il 27 luglio seguente, invece, prende parte alla finale della Canadian Championship contro i Vancouver Whitecaps: nell'occasione va a segno nella lotteria dei tiri di rigori, anche se la sua squadra perde l'incontro con un punteggio totale di 5-3. Il 18 agosto realizza il suo primo gol con la maglia dei Reds nel match interno contro il New England, siglando il definitivo 2-2 con un potente sinistro al volo sotto l'incrocio dei pali. Il 15 novembre 2022, attraverso il sito ufficiale del Toronto FC, annuncia la fine della sua esperienza canadese ed il ritiro dal calcio giocato.
Poco più di un mese dopo, il 27 dicembre, torna sui suoi passi e firma un nuovo contratto con il Genoa, valido dal 2 gennaio 2023 fino al termine della stagione al minimo sindacale, circa 1.800 euro al mese. Pur senza giocare, il 6 maggio conquista la sua seconda promozione in Serie A con il Grifone (dopo quella della stagione 2006-2007) in seguito alla vittoria del Genoa per 2-1 contro l'Ascoli. Il 19 maggio 2023 ha disputato, all'età di 36 anni, la sua ultima partita da calciatore contro il Bari (4-3), gara nella quale ha siglato il gol vittoria su calcio di rigore al 94º minuto.

#### Nazionale

##### Nazionali giovanili
Ha giocato in tutte le nazionali giovanili.
Esordisce in nazionale Under-21 con il tecnico Pierluigi Casiraghi, il 14 novembre 2006, in un'amichevole contro la Repubblica Ceca. Partecipa quindi all'Europeo Under-21 2007 nei Paesi Bassi, dove l'Italia viene eliminata nella fase a gironi.
Inizia il nuovo biennio 2007-2009 come uno dei giocatori più esperti a disposizione di Casiraghi e all'inizio viene schierato come difensore centrale. Nel 2008 prende parte con la nazionale Olimpica ai Giochi olimpici in Cina. Nel 2009 partecipa, giocando da terzino sinistro, al suo secondo Europeo Under-21, in Svezia, dove l'Italia viene eliminata in semifinale.

##### Nazionale maggiore
Il 12 agosto 2009, a 22 anni, esordisce in nazionale con il CT Marcello Lippi, giocando titolare nella partita amichevole Svizzera-Italia (0-0) disputata a Basilea. Viene convocato per il Mondiale 2010 in Sudafrica, dove gioca da titolare come terzino sinistro nelle 3 partite disputate dall'Italia, che viene eliminata nella fase a gironi.
Viene inserito dal CT Cesare Prandelli nella lista dei 32 calciatori pre-convocati per la fase di preparazione in vista dell'Europeo 2012, venendo poi escluso dalla lista il 28 maggio a seguito del suo coinvolgimento sul calcioscommesse divenuto noto il giorno stesso. Per lungo tempo non viene sanata la polemica per la diversità di trattamento ricevuta da Criscito (che risultò poi non colpevole nelle sedi giudiziarie) rispetto ad altri calciatori della nazionale pur indagati ma ugualmente convocati, come nel caso di Bonucci.
Dopo un anno di assenza, dovuto anche all'infortunio ai legamenti del ginocchio, torna in nazionale il 15 novembre 2013, giocando titolare nella partita amichevole contro la Germania (1-1) giocata a San Siro.
Nel biennio di Antonio Conte alla guida dell'Italia, Criscito ottiene solo una convocazione in vista dell'amichevole con l'Albania del 18 novembre 2014, oltre alla partecipazione a uno stage nel giugno 2015. Viene richiamato in nazionale il 1º ottobre 2016 dal CT Gian Piero Ventura per le partite di qualificazione al Mondiale 2018 contro Spagna e Macedonia, non scendendo in campo in nessuna delle due partite.
Nel 2018 il nuovo CT Roberto Mancini lo convoca per le prime gare della sua gestione e il 28 maggio 2018, 4 anni dopo la sua ultima presenza, torna in campo nell'amichevole disputata a San Gallo contro l'Arabia Saudita. Ottiene altre tre presenze con Mancini, di cui l'ultima il 10 ottobre 2018 nella partita amichevole contro l'Ucraina (1-1) disputata a Genova.

### Allenatore
Nell’ottobre del 2023, a pochi mesi dal ritiro, viene chiamato ad allenare i ragazzi della formazione Under 14 del Genoa. Nel luglio del 2024, viene promosso alla guida dell'Under 17.
Nel settembre dello stesso anno, dopo aver completato il corso specifico presso il Settore Tecnico della FIGC a Coverciano, consegue la licenza UEFA A, che consente di guidare tutte le squadre giovanili (comprese le Primavera), tutte le squadre femminili e le prime squadre maschili fino alla Serie C inclusa.

## Controversie
Il 28 maggio 2012 viene iscritto nel registro degli indagati, dalla procura di Cremona, con l'accusa di associazione a delinquere finalizzata alla truffa sportiva. Criscito avrebbe partecipato alla combine di Lazio-Genoa 4-2 del maggio 2011 per la quale sono stati arrestati Omar Milanetto e Stefano Mauri e indagati Giuseppe Sculli e K'akhaber K'aladze.
L'11 settembre il pm di Genova Mazzeo, data la mancanza di prove, chiede l'archiviazione per Criscito, Milanetto, Dainelli e Palacio, indagati per la presunta combine per il derby con la Sampdoria dell'8 maggio 2011. Il 30 novembre la procura di Cremona chiede una proroga di sei mesi per lui e altri 32 degli indagati per il calcioscommesse iscritti nel registro nel maggio scorso. Nel luglio seguente il pm di Cremona Roberto Di Martino ha mandato un avviso ai 149 indagati per notificare il maxi incidente probatorio che sarà condotto sulle 200 apparecchiature poste sotto sequestro durante le indagini. Tra gli indagati figura lo stesso Criscito. Il 9 febbraio 2015 la procura di Cremona termina le indagini e per Sculli, Criscito e Kaladze viene chiesta l'archiviazione.

## Statistiche

### Presenze e reti nei club
| Stagione        | Squadra               | Campionato      | Campionato | Campionato | Coppe nazionali | Coppe nazionali | Coppe nazionali | Coppe continentali | Coppe continentali | Coppe continentali | Altre coppe | Altre coppe | Altre coppe | Totale | Totale |
| Stagione        | Squadra               | Comp            | Pres       | Reti       | Comp            | Pres            | Reti            | Comp               | Pres               | Reti               | Comp        | Pres        | Reti        | Pres   | Reti   |
| --------------- | --------------------- | --------------- | ---------- | ---------- | --------------- | --------------- | --------------- | ------------------ | ------------------ | ------------------ | ----------- | ----------- | ----------- | ------ | ------ |
| 2002-2003       | Genoa                 | B               | 1          | 0          | CI              | 0               | 0               | -                  | -                  | -                  | -           | -           | -           | 1      | 0      |
| 2003-2004       | Genoa                 | B               | 0          | 0          | CI              | 0               | 0               | -                  | -                  | -                  | -           | -           | -           | 0      | 0      |
| 2004-2005       | Juventus              | A               | 0          | 0          | CI              | 0               | 0               | UCL                | 0                  | 0                  | -           | -           | -           | 0      | 0      |
| 2005-2006       | Juventus              | A               | 0          | 0          | CI              | 0               | 0               | UCL                | 0                  | 0                  | SI          | 0           | 0           | 0      | 0      |
| 2006-2007       | Genoa                 | B               | 36         | 4          | CI              | 3               | 0               | -                  | -                  | -                  | -           | -           | -           | 39     | 4      |
| 2007-gen. 2008  | Juventus              | A               | 8          | 0          | CI              | 1               | 0               | -                  | -                  | -                  | -           | -           | -           | 9      | 0      |
| Totale Juventus | Totale Juventus       | Totale Juventus | 8          | 0          |                 | 1               | 0               |                    | 0                  | 0                  |             | 0           | 0           | 9      | 0      |
| gen.-giu. 2008  | Genoa                 | A               | 16         | 0          | CI              | -               | -               | -                  | -                  | -                  | -           | -           | -           | 16     | 0      |
| 2008-2009       | Genoa                 | A               | 35         | 3          | CI              | 2               | 0               | -                  | -                  | -                  | -           | -           | -           | 37     | 3      |
| 2009-2010       | Genoa                 | A               | 29         | 2          | CI              | 0               | 0               | UEL                | 6                  | 1                  | -           | -           | -           | 35     | 3      |
| 2010-2011       | Genoa                 | A               | 36         | 0          | CI              | 1               | 0               | -                  | -                  | -                  | -           | -           | -           | 37     | 0      |
| 2011-2012       | Zenit San Pietroburgo | PL              | 24         | 1          | KR              | 1               | 0               | UCL                | 7                  | 0                  | -           | -           | -           | 32     | 1      |
| 2012-2013       | Zenit San Pietroburgo | PL              | 12         | 2          | KR              | 1               | 1               | UCL+UEL            | 3+1                | 0                  | SR          | 1           | 0           | 18     | 3      |
| 2013-2014       | Zenit San Pietroburgo | PL              | 18         | 1          | KR              | 1               | 0               | UCL                | 7                  | 0                  | SR          | 0           | 0           | 26     | 1      |
| 2014-2015       | Zenit San Pietroburgo | PL              | 25         | 2          | KR              | 1               | 0               | UCL+UEL            | 10+4               | 0+1                | -           | -           | -           | 40     | 3      |
| 2015-2016       | Zenit San Pietroburgo | PL              | 23         | 1          | KR              | 5               | 0               | UCL                | 6                  | 0                  | SR          | 1           | 0           | 35     | 1      |
| 2016-2017       | Zenit San Pietroburgo | PL              | 25         | 4          | KR              | 0               | 0               | UEL                | 7                  | 1                  | SR          | 1           | 0           | 33     | 5      |
| 2017-2018       | Zenit San Pietroburgo | PL              | 28         | 4          | KR              | -               | -               | UEL                | 12                 | 2                  | -           | -           | -           | 40     | 6      |
| Totale Zenit    | Totale Zenit          | Totale Zenit    | 155        | 15         |                 | 9               | 1               |                    | 57                 | 4                  |             | 3           | 0           | 224    | 20     |
| 2018-2019       | Genoa                 | A               | 35         | 2          | CI              | 1               | 0               | -                  | -                  | -                  | -           | -           | -           | 36     | 2      |
| 2019-2020       | Genoa                 | A               | 26         | 8          | CI              | 2               | 2               | -                  | -                  | -                  | -           | -           | -           | 28     | 10     |
| 2020-2021       | Genoa                 | A               | 23         | 1          | CI              | 1               | 0               | -                  | -                  | -                  | -           | -           | -           | 24     | 1      |
| 2021-2022       | Genoa                 | A               | 20         | 6          | CI              | 1               | 1               | -                  | -                  | -                  | -           | -           | -           | 21     | 7      |
| 2022            | Toronto FC            | MLS             | 14         | 1          | CC              | 1               | 0               | -                  | -                  | -                  | -           | -           | -           | 15     | 1      |
| gen.-giu. 2023  | Genoa                 | B               | 16         | 1          | CI              | 1               | 0               | -                  | -                  | -                  | -           | -           | -           | 17     | 1      |
| Totale Genoa    | Totale Genoa          | Totale Genoa    | 273        | 27         |                 | 12              | 3               |                    | 6                  | 1                  |             | -           | -           | 291    | 31     |
| Totale carriera | Totale carriera       | Totale carriera | 450        | 43         |                 | 23              | 4               |                    | 63                 | 5                  |             | 3           | 0           | 539    | 52     |

### Cronologia presenze e reti in nazionale
| Cronologia completa delle presenze e delle reti in nazionale ― Italia | Cronologia completa delle presenze e delle reti in nazionale ― Italia | Cronologia completa delle presenze e delle reti in nazionale ― Italia | Cronologia completa delle presenze e delle reti in nazionale ― Italia | Cronologia completa delle presenze e delle reti in nazionale ― Italia | Cronologia completa delle presenze e delle reti in nazionale ― Italia | Cronologia completa delle presenze e delle reti in nazionale ― Italia | Cronologia completa delle presenze e delle reti in nazionale ― Italia |
| Data                                                                  | Città                                                                 | In casa                                                               | Risultato                                                             | Ospiti                                                                | Competizione                                                          | Reti                                                                  | Note                                                                  |
| --------------------------------------------------------------------- | --------------------------------------------------------------------- | --------------------------------------------------------------------- | --------------------------------------------------------------------- | --------------------------------------------------------------------- | --------------------------------------------------------------------- | --------------------------------------------------------------------- | --------------------------------------------------------------------- |
| 12-8-2009                                                             | Basilea                                                               | Svizzera                                                              | 0 – 0                                                                 | Italia                                                                | Amichevole                                                            | -                                                                     |                                                                       |
| 5-9-2009                                                              | Tbilisi                                                               | Georgia                                                               | 0 – 2                                                                 | Italia                                                                | Qual. Mondiali 2010                                                   | -                                                                     | 24’                                                                   |
| 14-11-2009                                                            | Pescara                                                               | Italia                                                                | 0 – 0                                                                 | Paesi Bassi                                                           | Amichevole                                                            | -                                                                     | 80’                                                                   |
| 18-11-2009                                                            | Cesena                                                                | Italia                                                                | 1 – 0                                                                 | Svezia                                                                | Amichevole                                                            | -                                                                     | 50’                                                                   |
| 3-3-2010                                                              | Monaco                                                                | Italia                                                                | 0 – 0                                                                 | Camerun                                                               | Amichevole                                                            | -                                                                     | 46’                                                                   |
| 3-6-2010                                                              | Bruxelles                                                             | Italia                                                                | 1 – 2                                                                 | Messico                                                               | Amichevole                                                            | -                                                                     |                                                                       |
| 5-6-2010                                                              | Ginevra                                                               | Svizzera                                                              | 1 – 1                                                                 | Italia                                                                | Amichevole                                                            | -                                                                     | 81’                                                                   |
| 14-6-2010                                                             | Città del Capo                                                        | Italia                                                                | 1 – 1                                                                 | Paraguay                                                              | Mondiali 2010 - 1º turno                                              | -                                                                     |                                                                       |
| 20-6-2010                                                             | Nelspruit                                                             | Italia                                                                | 1 – 1                                                                 | Nuova Zelanda                                                         | Mondiali 2010 - 1º turno                                              | -                                                                     |                                                                       |
| 24-6-2010                                                             | Johannesburg                                                          | Slovacchia                                                            | 3 – 2                                                                 | Italia                                                                | Mondiali 2010 - 1º turno                                              | -                                                                     | 46’                                                                   |
| 8-10-2010                                                             | Belfast                                                               | Irlanda del Nord                                                      | 0 – 0                                                                 | Italia                                                                | Qual. Euro 2012                                                       | -                                                                     |                                                                       |
| 12-10-2010                                                            | Genova                                                                | Italia                                                                | 3 – 0 tav                                                             | Serbia                                                                | Qual. Euro 2012                                                       | -                                                                     |                                                                       |
| 9-2-2011                                                              | Dortmund                                                              | Germania                                                              | 1 – 1                                                                 | Italia                                                                | Amichevole                                                            | -                                                                     | 78’                                                                   |
| 29-3-2011                                                             | Kiev                                                                  | Ucraina                                                               | 0 – 2                                                                 | Italia                                                                | Amichevole                                                            | -                                                                     |                                                                       |
| 7-6-2011                                                              | Liegi                                                                 | Italia                                                                | 0 – 2                                                                 | Irlanda                                                               | Amichevole                                                            | -                                                                     | 66’                                                                   |
| 10-8-2011                                                             | Bari                                                                  | Italia                                                                | 2 – 1                                                                 | Spagna                                                                | Amichevole                                                            | -                                                                     |                                                                       |
| 2-9-2011                                                              | Tórshavn                                                              | Fær Øer                                                               | 0 – 1                                                                 | Italia                                                                | Qual. Euro 2012                                                       | -                                                                     |                                                                       |
| 11-11-2011                                                            | Breslavia                                                             | Polonia                                                               | 0 – 2                                                                 | Italia                                                                | Amichevole                                                            | -                                                                     | 77’                                                                   |
| 29-2-2012                                                             | Genova                                                                | Italia                                                                | 0 – 1                                                                 | Stati Uniti                                                           | Amichevole                                                            | -                                                                     | 46’                                                                   |
| 12-10-2012                                                            | Erevan                                                                | Armenia                                                               | 1 – 3                                                                 | Italia                                                                | Qual. Mondiali 2014                                                   | -                                                                     |                                                                       |
| 15-11-2013                                                            | Milano                                                                | Italia                                                                | 1 – 1                                                                 | Germania                                                              | Amichevole                                                            | -                                                                     |                                                                       |
| 5-3-2014                                                              | Madrid                                                                | Spagna                                                                | 1 – 0                                                                 | Italia                                                                | Amichevole                                                            | -                                                                     | 43’ 46’                                                               |
| 28-5-2018                                                             | San Gallo                                                             | Italia                                                                | 2 – 1                                                                 | Arabia Saudita                                                        | Amichevole                                                            | -                                                                     | 88’                                                                   |
| 4-6-2018                                                              | Torino                                                                | Italia                                                                | 1 – 1                                                                 | Paesi Bassi                                                           | Amichevole                                                            | -                                                                     | 69’                                                                   |
| 10-9-2018                                                             | Lisbona                                                               | Portogallo                                                            | 1 – 0                                                                 | Italia                                                                | UEFA Nations League 2018-2019 - 1º turno                              | -                                                                     | 42’ 74’                                                               |
| 10-10-2018                                                            | Genova                                                                | Italia                                                                | 1 – 1                                                                 | Ucraina                                                               | Amichevole                                                            | -                                                                     | 88’                                                                   |
| Totale                                                                |                                                                       | Presenze                                                              | 26                                                                    |                                                                       | Reti                                                                  | 0                                                                     |                                                                       |

| Cronologia completa delle presenze e delle reti in nazionale ― Italia olimpica | Cronologia completa delle presenze e delle reti in nazionale ― Italia olimpica | Cronologia completa delle presenze e delle reti in nazionale ― Italia olimpica | Cronologia completa delle presenze e delle reti in nazionale ― Italia olimpica | Cronologia completa delle presenze e delle reti in nazionale ― Italia olimpica | Cronologia completa delle presenze e delle reti in nazionale ― Italia olimpica | Cronologia completa delle presenze e delle reti in nazionale ― Italia olimpica | Cronologia completa delle presenze e delle reti in nazionale ― Italia olimpica |
| Data                                                                           | Città                                                                          | In casa                                                                        | Risultato                                                                      | Ospiti                                                                         | Competizione                                                                   | Reti                                                                           | Note                                                                           |
| ------------------------------------------------------------------------------ | ------------------------------------------------------------------------------ | ------------------------------------------------------------------------------ | ------------------------------------------------------------------------------ | ------------------------------------------------------------------------------ | ------------------------------------------------------------------------------ | ------------------------------------------------------------------------------ | ------------------------------------------------------------------------------ |
| 22-7-2008                                                                      | Pistoia                                                                        | Italia olimpica                                                                | 1 – 1                                                                          | Romania under 21                                                               | Amichevole                                                                     | -                                                                              | 59’                                                                            |
| 7-8-2008                                                                       | Qinhuangdao                                                                    | Honduras olimpica                                                              | 0 – 3                                                                          | Italia olimpica                                                                | Olimpiadi 2008 - 1º turno                                                      | -                                                                              |                                                                                |
| 10-8-2008                                                                      | Qinhuangdao                                                                    | Italia olimpica                                                                | 3 – 0                                                                          | Corea del Sud olimpica                                                         | Olimpiadi 2008 - 1º turno                                                      | -                                                                              |                                                                                |
| 16-8-2008                                                                      | Pechino                                                                        | Italia olimpica                                                                | 2 – 3                                                                          | Belgio olimpica                                                                | Olimpiadi 2008 - Quarti di finale                                              | -                                                                              |                                                                                |
| Totale                                                                         |                                                                                | Presenze                                                                       | 4                                                                              |                                                                                | Reti                                                                           | 0                                                                              |                                                                                |

| Cronologia completa delle presenze e delle reti in nazionale ― Italia under 21 | Cronologia completa delle presenze e delle reti in nazionale ― Italia under 21 | Cronologia completa delle presenze e delle reti in nazionale ― Italia under 21 | Cronologia completa delle presenze e delle reti in nazionale ― Italia under 21 | Cronologia completa delle presenze e delle reti in nazionale ― Italia under 21 | Cronologia completa delle presenze e delle reti in nazionale ― Italia under 21 | Cronologia completa delle presenze e delle reti in nazionale ― Italia under 21 | Cronologia completa delle presenze e delle reti in nazionale ― Italia under 21 |
| Data                                                                           | Città                                                                          | In casa                                                                        | Risultato                                                                      | Ospiti                                                                         | Competizione                                                                   | Reti                                                                           | Note                                                                           |
| ------------------------------------------------------------------------------ | ------------------------------------------------------------------------------ | ------------------------------------------------------------------------------ | ------------------------------------------------------------------------------ | ------------------------------------------------------------------------------ | ------------------------------------------------------------------------------ | ------------------------------------------------------------------------------ | ------------------------------------------------------------------------------ |
| 14-11-2006                                                                     | Frosinone                                                                      | Italia under 21                                                                | 0 – 0                                                                          | Rep. Ceca under 21                                                             | Amichevole                                                                     | -                                                                              |                                                                                |
| 12-12-2006                                                                     | Vibo Valentia                                                                  | Italia under 21                                                                | 2 – 0                                                                          | Lussemburgo under 21                                                           | Amichevole                                                                     | -                                                                              | 45’                                                                            |
| 24-3-2007                                                                      | Londra                                                                         | Inghilterra under 21                                                           | 3 – 3                                                                          | Italia under 21                                                                | Amichevole                                                                     | -                                                                              |                                                                                |
| 1-6-2007                                                                       | Pontedera                                                                      | Italia under 21                                                                | 4 – 0                                                                          | Albania under 21                                                               | Qual. Europeo Under-21 2009                                                    | 1                                                                              | 35’                                                                            |
| 14-6-2007                                                                      | Arnhem                                                                         | Inghilterra under 21                                                           | 2 – 2                                                                          | Italia under 21                                                                | Europeo Under-21 2007 - 1º turno                                               | -                                                                              | 59’                                                                            |
| 17-6-2007                                                                      | Arnhem                                                                         | Italia under 21                                                                | 3 – 1                                                                          | Rep. Ceca under 21                                                             | Europeo Under-21 2007 - 1º turno                                               | -                                                                              |                                                                                |
| 21-6-2007                                                                      | Nimega                                                                         | Portogallo under 21                                                            | 3 – 4 dts                                                                      | Italia under 21                                                                | Europeo Under-21 2007 - 1º turno                                               | -                                                                              |                                                                                |
| 7-9-2007                                                                       | Trento                                                                         | Italia under 21                                                                | 2 – 1                                                                          | Fær Øer under 21                                                               | Qual. Europeo Under-21 2009                                                    | -                                                                              |                                                                                |
| 11-9-2007                                                                      | Durazzo                                                                        | Albania under 21                                                               | 0 – 1                                                                          | Italia under 21                                                                | Qual. Europeo Under-21 2009                                                    | -                                                                              |                                                                                |
| 12-10-2007                                                                     | Chieti                                                                         | Italia under 21                                                                | 2 – 1                                                                          | Croazia under 21                                                               | Qual. Europeo Under-21 2009                                                    | -                                                                              |                                                                                |
| 16-10-2007                                                                     | Atene                                                                          | Grecia under 21                                                                | 2 – 2                                                                          | Italia under 21                                                                | Qual. Europeo Under-21 2009                                                    | -                                                                              |                                                                                |
| 16-11-2007                                                                     | Fermo                                                                          | Italia under 21                                                                | 5 – 0                                                                          | Azerbaigian under 21                                                           | Qual. Europeo Under-21 2009                                                    | -                                                                              |                                                                                |
| 21-11-2007                                                                     | Tórshavn                                                                       | Fær Øer under 21                                                               | 0 – 1                                                                          | Italia under 21                                                                | Qual. Europeo Under-21 2009                                                    | -                                                                              |                                                                                |
| 5-2-2008                                                                       | Ferrara                                                                        | Italia under 21                                                                | 2 – 1                                                                          | Paesi Bassi under 21                                                           | Amichevole                                                                     | -                                                                              | 45’                                                                            |
| 5-9-2008                                                                       | Castel di Sangro                                                               | Italia under 21                                                                | 1 – 1                                                                          | Grecia under 21                                                                | Qual. Europeo Under-21 2009                                                    | -                                                                              |                                                                                |
| 9-9-2008                                                                       | Varaždin                                                                       | Croazia under 21                                                               | 1 – 1                                                                          | Italia under 21                                                                | Qual. Europeo Under-21 2009                                                    | -                                                                              |                                                                                |
| 11-10-2008                                                                     | Ancona                                                                         | Italia under 21                                                                | 0 – 0                                                                          | Israele under 21                                                               | Qual. Europeo Under-21 2009                                                    | -                                                                              |                                                                                |
| 15-10-2008                                                                     | Tel Aviv                                                                       | Israele under 21                                                               | 1 – 3                                                                          | Italia under 21                                                                | Qual. Europeo Under-21 2009                                                    | -                                                                              |                                                                                |
| 18-11-2008                                                                     | Osnabrück                                                                      | Germania under 21                                                              | 1 – 0                                                                          | Italia under 21                                                                | Amichevole                                                                     | -                                                                              | 45’                                                                            |
| 11-2-2009                                                                      | Trieste                                                                        | Italia under 21                                                                | 1 – 1                                                                          | Svezia under 21                                                                | Amichevole                                                                     | -                                                                              | 67’                                                                            |
| 31-3-2009                                                                      | Kerkrade                                                                       | Paesi Bassi under 21                                                           | 1 – 1                                                                          | Italia under 21                                                                | Amichevole                                                                     | -                                                                              |                                                                                |
| 9-6-2009                                                                       | Farum                                                                          | Danimarca under 21                                                             | 4 – 0                                                                          | Italia under 21                                                                | Amichevole                                                                     | -                                                                              | 14’                                                                            |
| 16-6-2009                                                                      | Helsingborg                                                                    | Italia under 21                                                                | 0 – 0                                                                          | Serbia under 21                                                                | Europeo Under-21 2009 - 1º turno                                               | -                                                                              |                                                                                |
| 19-6-2009                                                                      | Helsingborg                                                                    | Svezia under 21                                                                | 1 – 2                                                                          | Italia under 21                                                                | Europeo Under-21 2009 - 1º turno                                               | -                                                                              |                                                                                |
| 23-6-2009                                                                      | Helsingborg                                                                    | Bielorussia under 21                                                           | 1 – 2                                                                          | Italia under 21                                                                | Europeo Under-21 2009 - 1º turno                                               | -                                                                              |                                                                                |
| 26-6-2009                                                                      | Helsingborg                                                                    | Italia under 21                                                                | 0 – 1                                                                          | Germania under 21                                                              | Europeo Under-21 2009 - Semifinale                                             | -                                                                              |                                                                                |
| Totale                                                                         |                                                                                | Presenze                                                                       | 26                                                                             |                                                                                | Reti                                                                           | 1                                                                              |                                                                                |

## Palmarès

### Competizioni giovanili
- Campionato Primavera: 1

Juventus: 2005-2006
- Torneo di Viareggio: 1

Juventus: 2005

### Competizioni nazionali
- Campionato russo: 2

Zenit: 2011-2012, 2014-2015
- Supercoppa di Russia: 2

Zenit: 2015, 2016
- Coppa di Russia: 1

Zenit: 2015-2016